# 탄청 지진
탄청 지진(중국어: 郯城地震 탄청디전[*]) 혹은 탄청 대지진(중국어: 郯城大地震 탄청다디전[*])은 1668년 7월 25일(강희제 7년 음력 6월 17일) 17시 17분경 청나라 시기 현 중국 산둥성 지역에 발생한 대지진이다. 지진의 규모는 표면파 규모 기준 Ms8.5 정도로 화둥 지방에 발생한 역사상 가장 큰 규모의 지진이자 육지에서 발생한 지진 중 가장 큰 규모의 지진 중 하나이다. 또한 지진의 진도도 수정 메르칼리 진도 계급 기준 가장 큰 계급인 XII 급이다. 이 지진으로 약 43,000명에서 5만명 이상이 사망했다고 추정되며 지진의 영향은 광범위한 지역에까지 미쳤다. 지진의 진앙은 산둥성 남부에 있는 지급시인 린이시 동북쪽에 있는 쥐현과 탄청현 사이 지역으로 추정된다.

## 지질학적 환경
이번 지진은 지진 활동이 매우 드문 베이징과 상하이 사이 화둥 지역에 발생했다. 이 지역에서는 약 150년 이상 큰 지진이 발생하지 않았다. 역사적으로 화둥 지역에서 규모 Ms6.0 이상의 지진이 발생한 건 총 7차례밖에 없다. 최초로 기록된 규모 Ms7.0 이상의 지진은 기원전 70년 주청시 서북쪽에서 발생했다고 기록된 지진으로 추정된다. 마지막으로 일어난 큰 규모의 대지진은 1829년 11월 19일 칭저우시와 린추현 사이 지역에서 발생한 규모 Ms6.75의 지진이다. 이런 큰 규모의 지진은 탄루 단층대를 따라 발생한다.
탄루 단층대는 화둥에서 지질학적으로 가장 중요한 단층으로 북북동-남남서 방향으로 이어져 있다. 이 단층은 장강 유역 인근의 우쉐시에서 시작하여 보하이해를 지나 자오싱진까지 총 2,400 km 길이로 이어져 있다. 트라이아스기 말부터 백악기 중기까지 200~740 km 폭의 단차를 만들어 낸 좌수향 주향이동단층으로 역사상 여러 차례 변화했다. 백악기 말에는 단층대가 확장 구조 영역으로 변해 어떤 지역은 최대 10 km의 퇴적물이 쌓이는 지역이 되는 열개지 지구대를 형성했다. 고진기 시기에는 지각 확장이 멈추고 에오세 말기 들어서는 우수향 주향이동단층으로 바뀌었다. 이런 변화는 인도와 아시아의 충돌과 서태평양 지역의 섭입으로 발생한 지각 변화 때문에 발생했다.

## 지진
지진은 탄루 단층대의 일부인 약 360 km 길이의 이수 단층이 파열되며 발생했다. 탄루 단층대는 중생대 시기 형성되었다. 단층이 미끄러지는 비율은 1년에 약 1~2.6 mm 미만으로 추정된다. 지진 발생 당시 이수 단층은 평균 9 m 이동했다. 미끄러진 방향은 매우 작은 역단층 성분이 포함된 우수향 주향 이동 방향이다. 지진 역분석(Seismic inversion) 연구에 따르면 거의 수직에 가까운 남북 주향 단층에서 160×32 km 영역이 파열되었다. 지진의 진원 깊이는 22 km에서 28 km 사이로 추정된다. 1688년 7월 26일과 9월 18일에 각각 Ms6.25, Ms6.0으로 추정되는 세 차례의 여진이 발생했다. 1672년 발생한 또 다른 여진은 규모 Ms6.0으로 추정된다.
1987년 탄루 단층대의 고지진학 연구에 따르면 동일한 단층 구간에서 기원전 6280년경 비슷한 규모의 지진이 발생했다는 사실을 발견했다. 같은 단층이 탄청 지진이 발생했던 곳에서 북쪽으로 약 700 km 떨어진 곳에 1975년 하이청 지진을 일으켰다고 추정된다. 탄루 단층대에서는 1969년 보하이만 지진(Ms7.4)도 일어났다.

## 피해와 영향
| 지역     | 사망자수                |
| -------- | ----------------------- |
| 쥐       | >20,000                 |
| 탄쳥     | >8,700                  |
| 린이     | >6,900                  |
| 주청     | >2,700                  |
| 둥잉     | >1,000                  |
| 라이우   | 주민 거의 대부분이 사망 |
| 자오저우 | >90                     |
| 웨이팡   | >470                    |
| 이수이   | 1,725                   |
| 지모     | 653                     |
| 쩌우시안 | >100                    |
| 위타이   | 140                     |
| 쓰수이   | >100                    |

지진은 총 379개 현에서 감지되었으며 이 중 29개 현에서 치명적인 피해가 발생했다. 그 외에도 장쑤성, 안후이성, 저장성, 푸젠성, 장시성, 후베이성, 허난성, 허베이성, 산서성, 섬서성, 랴오닝성에서도 지진을 느꼈고 서해 건너 이웃한 조선에서도 큰 흔들림을 느꼈다. 탄청, 린이, 쥐를 중심으로 반경 1,000 km 범위에 큰 피해가 발생했으며 중국 역사상 가장 피해가 큰 지진 중 하나로 꼽힌다. 이 지진은 수정 메르칼리 진도 계급 기준 가장 높은 수준이자 지진이 일으킬 수 있는 가장 파괴적인 흔들림인 XII급으로 분류된다. 진도 VIII 이상의 강한 흔들림을 느낀 지역은 단층대를 따른 16,800 km2 면적 영역이 넘는다.
쥐현에서만 2만명이 넘는 사람이 사망했다. 주택과 여러 관공서가 지진으로 붕괴되었다. 서당, 사원, 헛간, 성벽도 무너졌다. 마스, 우루구, 옌자구, 스펑도, 커뤄도, 마치에서는 산간 지역에 산사태가 발생했다. 광범위한 지반 침하와 붕괴도 일어났다. 최대 1 m 폭으로 수백 m 길이의 지반 균열이 관측되었다. 이런 지반 균열 중 하나는 관좡에서부터 강가 절벽을 따라 거후까지 7.5 km 길이로 이어진 경우도 있었다. 이 균열에서는 먼지, 모래, 물이 밖으로 분출되었다. 우물 세 곳에서는 물이 1 m 위로 공중으로 솟구치기도 했다.
탄청에서는 성첩, 관청, 주택, 망루, 사찰, 헛간 등이 완전히 붕괴되었다. 8,700명 이상이 사망했다. 또한 지반에 나타난 균열이 너무 커서 사람들이 그 위를 걸을 수 없을 정도라고 기록했다. 균열의 바닥도 너무 깊어 제대로 볼 수 없었다. 이 균열에서 땅 위 10 m 높이로 물이 분출했다. 리좡의 한 마을에서는 대규모 지반 침하가 발생했다.
린이에서는 주택, 성벽, 사원이 온전히 남아 있는 건물이 없었다. 6,900명이 넘는 사망자가 보고되었다. 땅이 갈라진 균열에서 검은 물이 솟구쳤다는 기록이 남아 있다. 우물에서도 물이 솟구쳐 폭 15~20 m 크기의 웅덩이가 생겼다. 인근의 마을 성벽도 전부 무너졌고 일부는 강과 우물이 범람해 침수되었다. 또한 균열에서 물과 모래가 분출해 주택이 매몰되어 파묻히는 일도 있었다. 수많은 가축도 지진으로 폐사했으며 간위에서 가장 큰 피해가 발생했다.
강한 지진이라 서해 건너 조선에서도 여럿 지진의 흔들림이 보고되었다. 《승정원일기》의 현종 시기 기록을 보면 평안감사 서목이 평양·철산 등지에서 지진을 느꼈다고 하며, 황해감사 서목이 해주 등 7개 읍에도 지진을 느꼈다는 기록을 있다. 경상감사 서목에서도 창원 등지에서 같은 날 지진의 흔들림을 느꼈다는 보고가 있어 한반도 북서부, 특히 평안도 및 황해도 서부 지역에서 지진을 느꼈다고 추정되다.

## 지진해일
역사 문헌에 따르면 탄청 지진으로 지진해일도 발생했다고 기록되어 있다. 화둥 지역 해안 도시가 침수되고 강도 같이 범람했다는 보고가 남아 있다.

## 반응
당시 청나라 강희제는 구호 활동에 집중하라는 명령을 내렸다. 또한 진앙 인근 40개 현의 세금 부과를 면제했다. 또한 은 227,300냥 이상을 지진 피해 구호를 위해 반출했다.

## 같이 보기
- 중국의 지진 목록
- 산시 대지진
- 탄청마이포지진 활단층 현장
- 짜오좡 슝얼산 눈사태 및 균열지진 현장

## 참고 문헌
- Jiang, Wenliang; Zhang, Jingfa; Han, Zhujun; Tian, Tian; Jiao, Qisong; Wang, Xin; Jiang, Hongbo (2017). “Characteristic Slip of Strong Earthquakes Along the Yishu Fault Zone in East China Evidenced by Offset Landforms”. 《Tectonics》 36 (10): 1947–1965. Bibcode:2017Tecto..36.1947J. doi:10.1002/2016TC004363. S2CID 133827242.